# 라브레아 타르 웅덩이

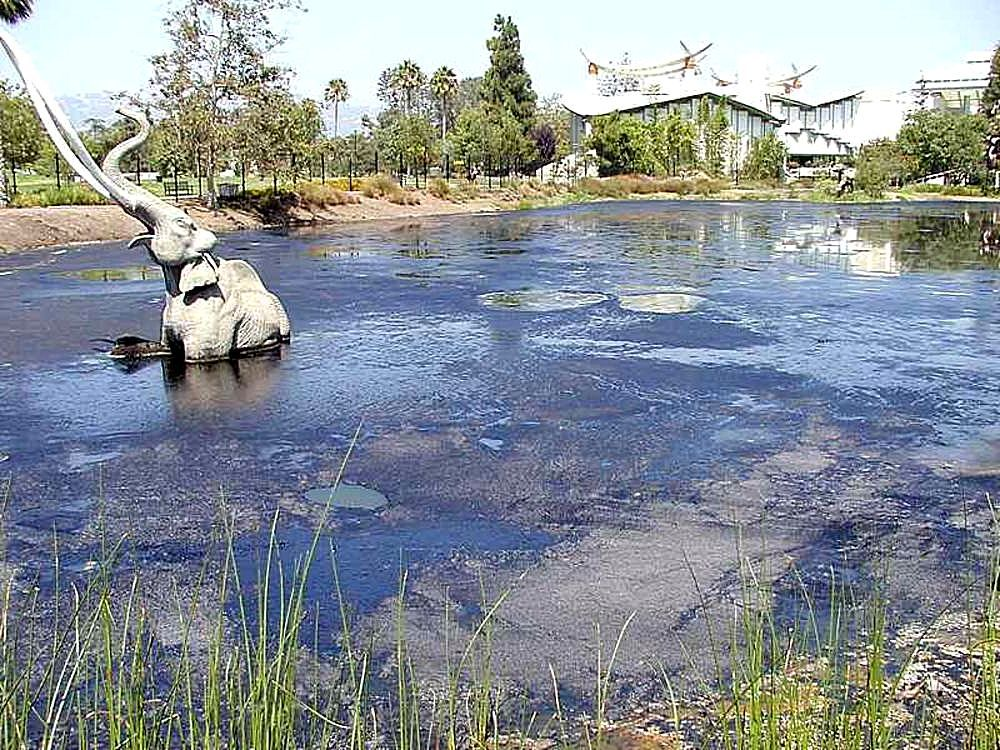
라 브레아 타르 웅덩이에 빠진 매머드를 형상화한 실제 조형물

라 브레아 타르 웅덩이(영어: La Brea Tar Pits)는 미국 로스 앤젤레스의 행콕 파크 지역에 형성된 타르 웅덩이들이다. 아스팔트, 피치 또는 타르라고도 불리는 천연 아스팔트가 수만 년 동안 이 지역의 땅에서 스며 나왔는데 타르는 종종 먼지, 나뭇잎 또는 물로 덮여 있었다. 오랜 세월 동안 타르는 이곳 타르 웅덩이에 빠져서 죽은 동물들의 뼈를 보존하였는데, 조오지 C 페이지 박물관은 이곳 지역의 타르 웅덩이들을 연구하고 그곳에서 죽은 동물의 표본들을 전시하기 위하여 세워졌다. 라 브레아 타르 웅덩이들은 미국의 국립 자연 랜드마크로 등록되었으며, 또한 전 세계에서 가장 유명한 빙하기 화석들의 발굴지이기도 하다.

## 타르 웅덩이의 형성

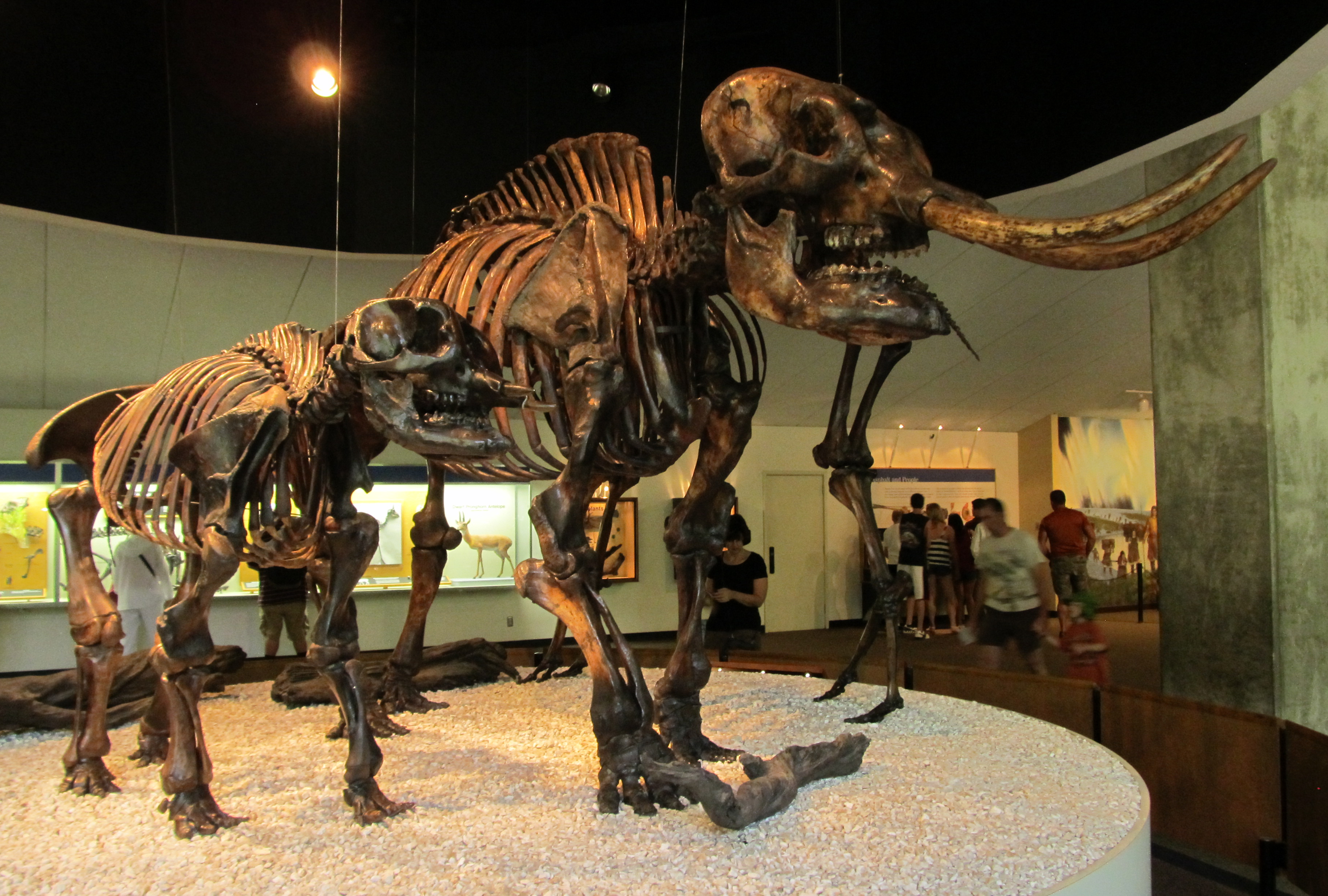
라 브레아 타르 웅덩이에서 발굴된 마스토돈의 뼈대, 엄마와 자식으로 추정

타르 웅덩이들은 땅에서 기름처럼 스며 나오는 길슨나이트이라고 하는 중유의 일부분으로 구성되어 있다. 행콕 파크 지역에서 원유는 공원 북쪽인 페어팩스 지역의 많은 부분을 차지하는 솔트 레이크 유전으로부터 6가 길의 단층을 따라서 스며 나오는데 원유가 지표에 이르면 공원의 몇몇 지점에서 웅덩이를 형성하며 원유의 더욱 가벼운 성분들이 자연 분해되거나 증발함에 따라 아스팔트가 되어버린다. 현재 볼 수 있는 타르 웅덩이들은 실제로 사람들의 발굴로부터 생긴 것이었다. 호수 구덩이는 원래 아스팔트 광산이었는데 오늘날 볼 수 있는 대부분의 웅덩이들은 1913년에서 1915년 사이에 생긴 것이었으며 대형 포유류의 뼈를 찾기 위하여 100개 이상의 웅덩이가 파헤쳐졌다.
이 지역에서 자연적인 원유의 누출은 수만 년 동안 일어났는데 때로는 아스팔트가 동물들이 빠질 만큼 두텁게 침전되었으며 그 표면은 물과 먼지 또는 낙엽들에 의해 덮였다. 동물들은 돌아다니다가 이곳에 빠지게 되고 결국에는 죽게 되었을 것이다. 포식동물들은 이곳에 빠진 동물들을 먹기 위하여 왔다가 마찬가지로 함께 갇혔을 것이다. 아스팔트에 빠진 죽은 동물들의 뼈는 그곳에 가라앉게 되고 짙은 갈색이나 검은색으로 변한다. 아스팔트에서 원유의 더 가벼운 성분들은 증발하게 되고 보다 고체화된 물질들이 남으면서 가라앉은 뼈들을 감싸게 된다.
대형 포유류의 화석들은 이러한 타르를 제거하고 극적으로 발굴되었지만 아스팔트는 나무나 식물의 잔해물, 설치류의 뼈, 곤충, 연체동물, 먼지, 씨앗, 잎 심지어는 꽃가루 같은 미세한 화석들을 역시 보존하고 있다. 이러한 것들의 예들은 조오지 C 페이지 박물관에 전시되고 있다.
이곳에서 발굴된 뼈와 나무들을 방사성 연대 측정법으로 조사한 결과 가장 오래된 것은 약 38,000년 전의 것으로 판명되었다. 타르 웅덩이들은 오늘날에도 생명체들을 위험에 빠뜨릴 수 있기 때문에 대부분의 웅덩이들은 울타리를 쳐서 그 위험으로부터 사람과 동물들을 보호하고 있다.

## 역사

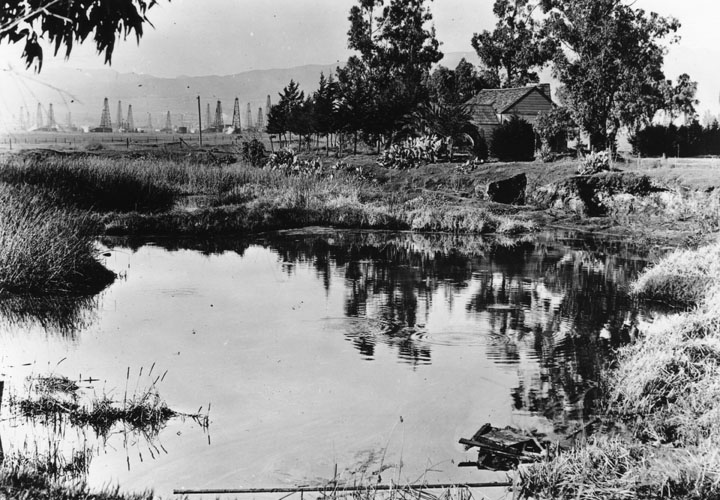
1910년 당시의 라 브레아 타르 웅덩이

이 지역에 살고 있던 추마쉬 그리고 통바 아메리카 원주민들은 다른 북미의 원주민들과 달리 유럽에서 건너온 정착민들과의 접촉 이전에 보트를 만들었다. 그들의 선조들은 캘리포니아 북쪽의 쓰러진 레드우드 통나무와 샌타 바버라 해협의 떠다니는 유목 조각들을 이용하여 커다란 나무판자로 만들어진 카누의 균열을 타르의 천연자원을 사용하여 봉인하는 법을 배웠다. 이 혁신적인 형태의 교통수단을 통하여 그들은 캘리포니아 해안선의 위아래로 그리고 채널 제도까지 오갈 수 있었다.
가스파 드 포르톨라가 이끄는 스페인 탐험가들의 그룹 포르톨라 원정대는 1769년에 타르 웅덩이들에 대한 첫 번째 기록을 남겼다. 후안 크레스피 신부는 다음과 같이 썼다.
분지를 가로지르는 동안 정찰대는 마치 샘처럼 땅으로부터 나오는 타르의 간헐천들을 보았다고 보고했다. 그것은 끓어서 녹아내리며 물은 한쪽으로 타르가 다른 쪽으로 흐르고 있었다. 정찰대는 많은 수의 타르가 흐르는 샘들을 지나쳤고 타르로 이루어진 큰 습지들을 보았다고 하였는데 많은 배들의 갈라진 틈을 메꾸기에 충분할 정도의 양이라고 그들은 말했다. 포르톨라 총독은 우리가 그 타르 지역으로 지나가는 것을 원하지 않았기 때문에 우리들은 타르 샘들을 직접 보기를 그토록 원했었지만, 우리가 가는 방향과 타르 웅덩이들은 일정한 거리가 떨어져 있어서 그것들을 볼 수 있을 만큼 우리 자신에게 행운이 있지는 않았다. 우리는 그 지역을 타르 화산이라고 이름 붙였다.
1826년 제데디아 스미스와 함께 캘리포니아 탐험에 나선 해리슨 로저스는 미션 샌 게이브리얼에서 굳어진 아스팔트를 보았고 여기 사람들은 그들의 집 지붕에 그 아스팔트들을 아주 효과적으로 이용하고 있다고 그의 여행기에 적었다. 라 브레아 타르 웅덩이 지역과 행콕 파크는 멕시코 무상 토지 불하로 랜초 라 브레아였다가 지금은 미러클 마일 지역으로 로스 앤젤레스의 도심 일부가 되었다. 몇 년 동안 랜초 라 브레아에서 타르로 뒤덮인 뼈들이 발견되었지만, 처음에는 그것들이 화석으로 인식되지 않았다. 왜냐하면 목장들은 말, 소, 개, 심지어는 낙타와 같은 여러 가지 동물들을 잃어버렸고 이러한 동물들의 뼈는 몇몇 화석 뼈들과 거의 비슷하기 때문이었다. 원래의 랜초 라 브레아 토지 불하는 해당 지역 인디언 원주민들의 타르 이용을 위하여 타르 웅덩이들을 일반에게 공개한다는 규정이 있었다. 처음에 그들은 타르의 동물 뼈들을 그곳 타르 웅덩이에 빠진 가지뿔영양(학명 : Antilocapra americana)이나 소로 잘못 판단하고 있었다.
1901년 유니언 오일의 지질학자 W.W 오르컷은 화석화된 선사 시대의 동물 뼈들이 행콕 랜치의 아스팔트 웅덩이에 보존되고 있다는 것을 처음으로 인식하게 되었다. 오르컷의 최초 발견을 기념하기 위하여 고생물학자들은 이곳에서 발견된 빙하기 코요테, 라 브레아 코요테의 학명에 Canis latrans orcutti라고 그의 이름을 붙였다.

## 기타
라 브레아 타르 웅덩이의 생성시기는 4만년 전이며 100개 이상의 연못(단지 16개의 시험 구멍들이 많은 양의 뼈들을 가진 화석 핏이다)이 있다. 1915년 LA 카운티 미술관 신축 공사 때 처음 발견됐다. 1969년부터 1년에 2개월씩 발굴 작업을 진행했으며 검치호, 다이어울프, 매머드, 고대 바이슨, 밥캣, 미국낙타, 검치호, 시미타호랑이, 미국치타, 코요테, 퓨마, 말, 멕시코 당나귀, 사람, 재규어, 미국사자, 라마, 콜럼비아 맘모스, 마스토돈, 너구리, 곰, 땅늘보 등이 발견 됐다. Pit 91만 제외하고, 이들 핏들은 그 내용물들이 비워졌고, 나무 상자들로 포장되어 역사과학예술 박물관(Museum of History, Science, and Art)으로 운반되었다.
타르 또는 피치는 매우 점성이 높고 딱딱한 반고체/반액체 수지이다. 타르와 피치는 때때로 서로 혼동하여 쓰이지만 피치는 타르에 비해 더욱 굳고 고체에 가깝다.

## 같이 보기
- 로스앤젤레스 카운티 미술관